# Bahnhof Frankfurt (Main) Ost
Der Bahnhof Frankfurt (Main) Ost dient dem Regionalverkehr im Frankfurter Ostend. Im Güterverkehr mit der Eisenbahn ist er einer der beiden verbliebenen großen Güterbahnhöfe der Stadt (der andere befindet sich im Industriepark Höchst), nachdem der viel größere Hauptgüterbahnhof stillgelegt wurde. Der Bahnhof Frankfurt (Main) Ost besitzt ein Containerterminal der Deutschen Umschlaggesellschaft Schiene-Straße (DUSS). Unmittelbar östlich an den Rangierbahnhof schließen sich die Städtische Verbindungsbahn und der Hafenbahnhof des Frankfurter Osthafens an.

## Geschichte

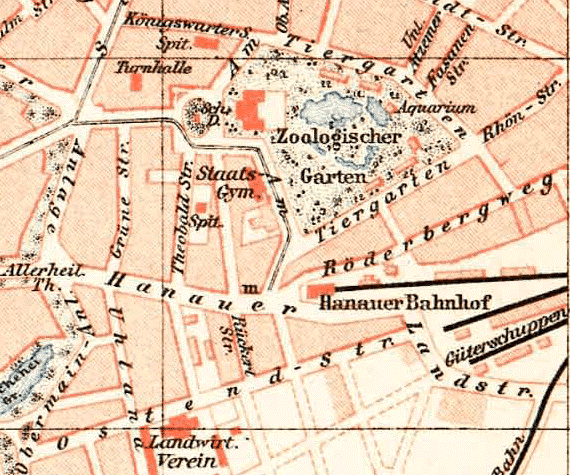
Lage des ehemaligen Hanauer Bahnhofs

Bis zur Inbetriebnahme des Ostbahnhofs fuhren die Züge aus Richtung Hanau den Hanauer Bahnhof an, einen Kopfbahnhof, der sich zwischen Röderbergweg, Zobelstraße und Hanauer Landstraße südlich des Zoos befand. Dieser war am 10. September 1848 von der Frankfurt-Hanauer Eisenbahn-Gesellschaft zusammen mit der Bahnstrecke Frankfurt–Hanau eröffnet worden und kam über die Hessische Ludwigsbahn zu der Preußisch-Hessische Eisenbahngemeinschaft.
Der heutige Ostbahnhof wurde von den Preußisch-Hessischen Staatseisenbahnen am 10. März 1913 eröffnet. Der Güterverkehr begann jedoch erst am 1. April und der Personenverkehr am 1. Mai desselben Jahres.
Im Zweiten Weltkrieg war der Bahnhof Frankfurt (Main) Ost und sein Güterbahnhof Ziel von Luftangriffen der Alliierten, so z. B. am 28. Mai 1944 und am 17. Februar 1945. Bei letzterem wurden 640 Tonnen Bomben abgeworfen. Der Abwurf streute bis Fechenheim, Offenbach am Main, Rumpenheim und Mühlheim am Main. Das ursprüngliche Empfangsgebäude von 1914 mit der riesigen Eingangshalle brannte im Zweiten Weltkrieg nach einem Luftangriff aus und wurde in der Nachkriegszeit abgerissen. Als Ersatz diente zunächst ein provisorischer Flachbau, in dem täglich 10.000 Pendler und 16 Tonnen Expressgut abgefertigt wurden.

## Empfangsgebäude

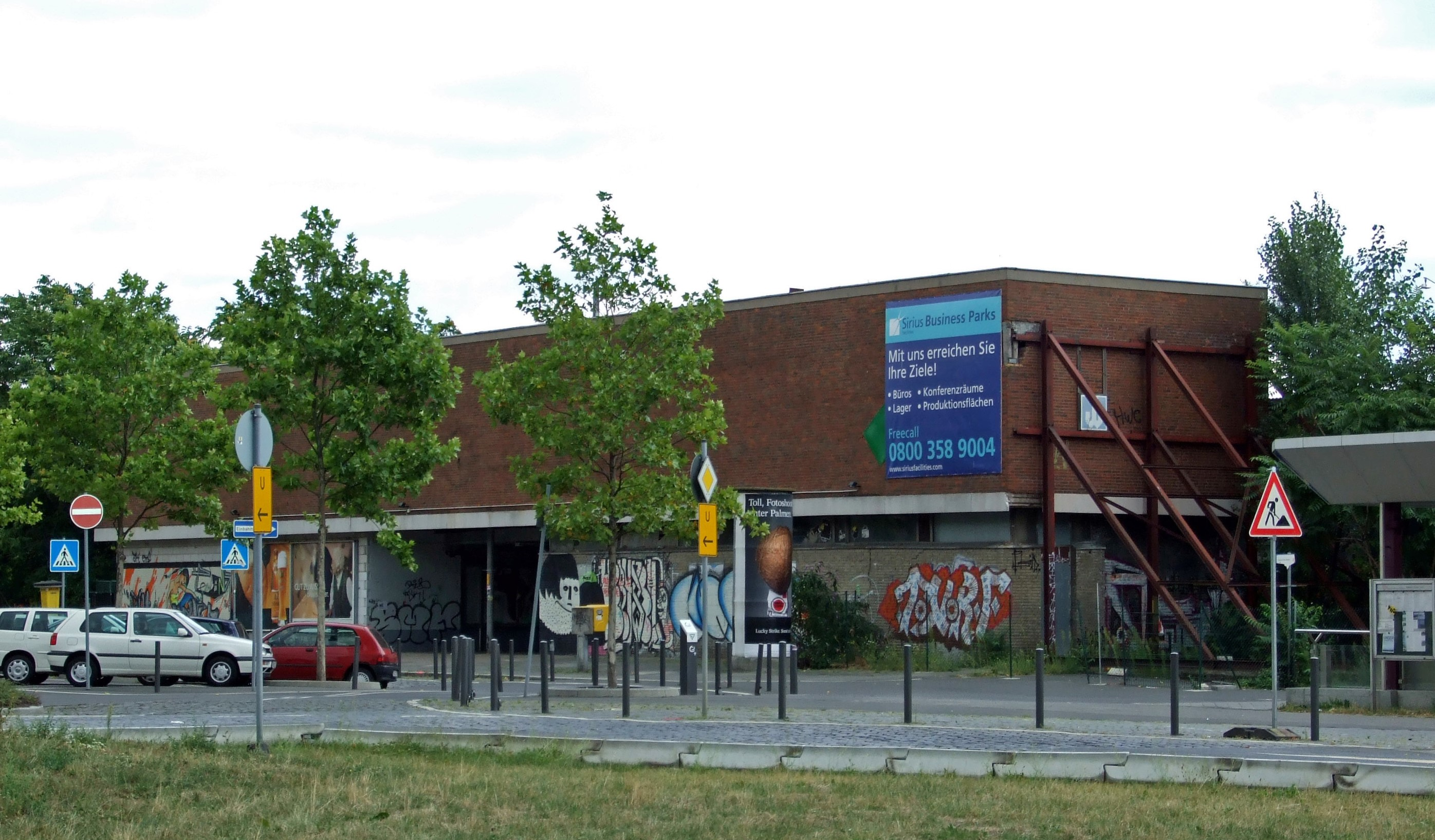
Empfangsgebäude des Ostbahnhofs – rechts: das Stahlgerüst zum Abstützen

### Architektur
1961 wurde dann ein nüchterner Zweckbau im Stil der 1960er Jahre errichtet, dessen Gänge und Keller auf dem alten Gebäude basieren. Der Entwurf stammt von Karl Radlbeck, ein Entwurf, der die Tradition der vorangegangenen Jahre im Bahnhofsbau brach. Statt Gebäude und Haupthalle einladend zum Platz hin zu öffnen, liegt ein strenger, eher abweisender Riegel vor dem Platz. Das geringfügig zurückgesetzte Erdgeschoss hatte ein umlaufendes Oberlichtband, so dass der große Kubus des Obergeschosses über dem Erdgeschoss zu schweben schien. Dessen Fassade und gesamte Wandfläche ist eine fensterlose Mauer. Lediglich eine Uhr über den Eingangstüren in der Mitte der Fassade und das große Logo der Deutschen Bundesbahn in deren rechter oberer Ecke setzten Akzente. Beides wurde inzwischen entfernt.
Im Kellergeschoss wurde eine Kegelbahn eingerichtet, der Schnellimbiss erhielt ein Mosaik der Künstlerin Lina von Schauroth und die Eingangshalle Glasfenster mit Tiermotiven, da der Frankfurter Zoo nur wenige Gehminuten entfernt liegt.

### Aktueller Zustand
Beim Bau des Empfangsgebäudes wurde an der Architektur und später am Bauunterhalt gespart. Dies hatte hinsichtlich Funktionalität und Erscheinungsbild des Bahnhofs verheerende Auswirkungen. Für viele Jahre bewahrte nur eine Stahlkonstruktion das Gebäude vor dem Einsturz. Das Empfangsgebäude war extrem verwahrlost, ebenso der davor gelegene Danziger Platz. Von der ursprünglichen baukünstlerischen Aussage und Ausstattung war schon lange vor dem Abriss nichts mehr erhalten. Das Gebäude präsentierte sich als verfallende Ruine. Die wenigen Türen und Fenster wurden weitgehend verschalt oder zugemauert, nachdem Unbefugte in die Ruine des Empfangsgebäudes eingedrungen waren. Die Deutsche Bahn AG wollte vor dem Abschluss des Planfeststellungsverfahrens für die Nordmainische S-Bahn hier nicht mehr investieren. Einzig intakter Bestandteil des Bauwerks war lange Zeit die Kegelbahn, die durch den Eisenbahnersportverein (ESV) genutzt wird.
Im November 2014 wurde der Sitz der Europäischen Zentralbank in den Neubau auf dem Gelände der ehemaligen Großmarkthalle verlegt. Dies ließ die ruinöse Situation des benachbarten Ostbahnhofs so peinlich werden, dass die Bahn Sanierungsmaßnahmen ergriff: Zum Jahresende 2014 wurde der Bahnsteig der Gleise 3/4 erneuert und dem Erscheinungsbild moderner Bahnhöfe angepasst. Der Bahnsteig der Gleise 1/2 und die Bahnsteige der Gepäckabfertigung wurden abgetragen, die zugehörigen Treppenaufgänge und Schächte der Lastaufzüge verfüllt. Die Bahnsteigunterführung erhielt frische Farbe und anschließend einige bald darauf durch Vandalismus zerstörte künstlerische Graffiti als Dekoration. Sie war dadurch, dass sie sowohl das einstige Empfangsgebäude als auch die Gleise 1 und 2 ohne Öffnung unterlief und sich erst wieder am Bahnsteig für die Gleise 3 und 4 öffnete, sehr lang im Vergleich zu Unterführungen anderer Bahnhöfe.
Das Empfangsgebäude wurde im Sommer 2016 an den Projektentwickler evoreal verkauft. Der neue Eigentümer beabsichtigte zunächst, das Gebäude abzureißen. Seitens der Stadt wurde auch eine gewerbliche Nutzung für möglich gehalten. Allerdings handelt es sich bei dem Grundstück nach wie vor um eine Eisenbahnbetriebsanlage. Und da der Zugang zu den Bahnsteigen über das Grundstück verläuft, kann es wohl auch nicht insgesamt davon freigestellt werden.
Im Juni 2018 wurde ein Antrag der DB Station&Service auf den Rückbau des Empfangsgebäudes, des Verwaltungsgebäudes und des Gepäckbahnsteiges vom Eisenbahn-Bundesamt genehmigt.
Im Oktober 2022 begann der Abriss der Gebäude zwecks eines Hotelneubaus, er war bis Januar 2023 abgeschlossen.

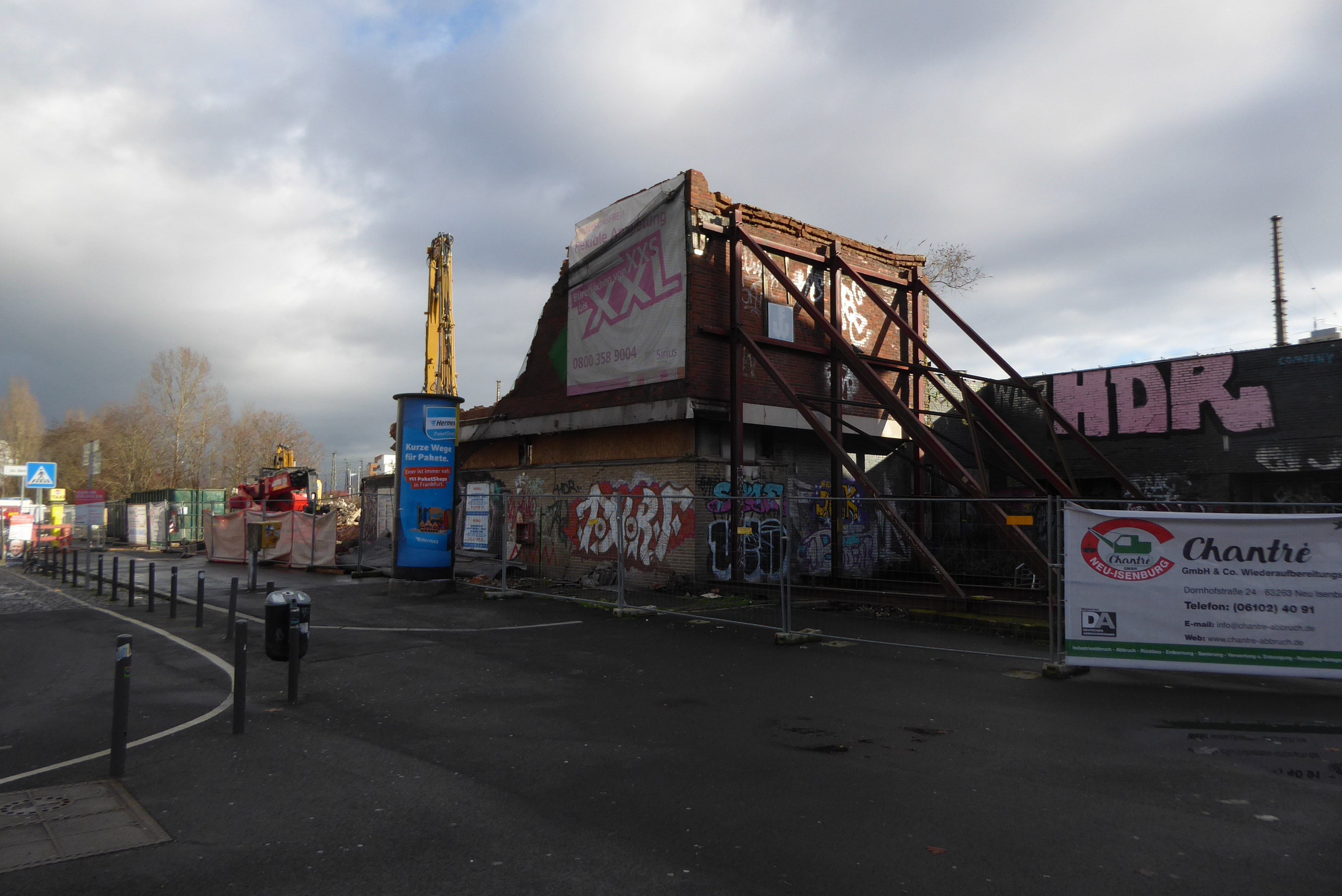
Abriss des Ostbahnhofs in Frankfurt

### Bahnhofsvorplatz
Der vor dem Bahnhofsgebäude liegende Danziger Platz wurde für Straßenarbeiten im Zusammenhang mit dem Neubau der Europäischen Zentralbank an der Großmarkthalle als Baumateriallager genutzt. Dort befand sich daraufhin mehrere Jahre lang der Frankfurter Garten, ein Urban-Gardening-Projekt. Der städtebaulich verwahrloste Bahnhofsvorplatz soll nach dem Willen der Stadt Frankfurt aber erst nach Abschluss der – noch nicht begonnenen – Arbeiten für die Nordmainische S-Bahn saniert werden.

## Betrieb

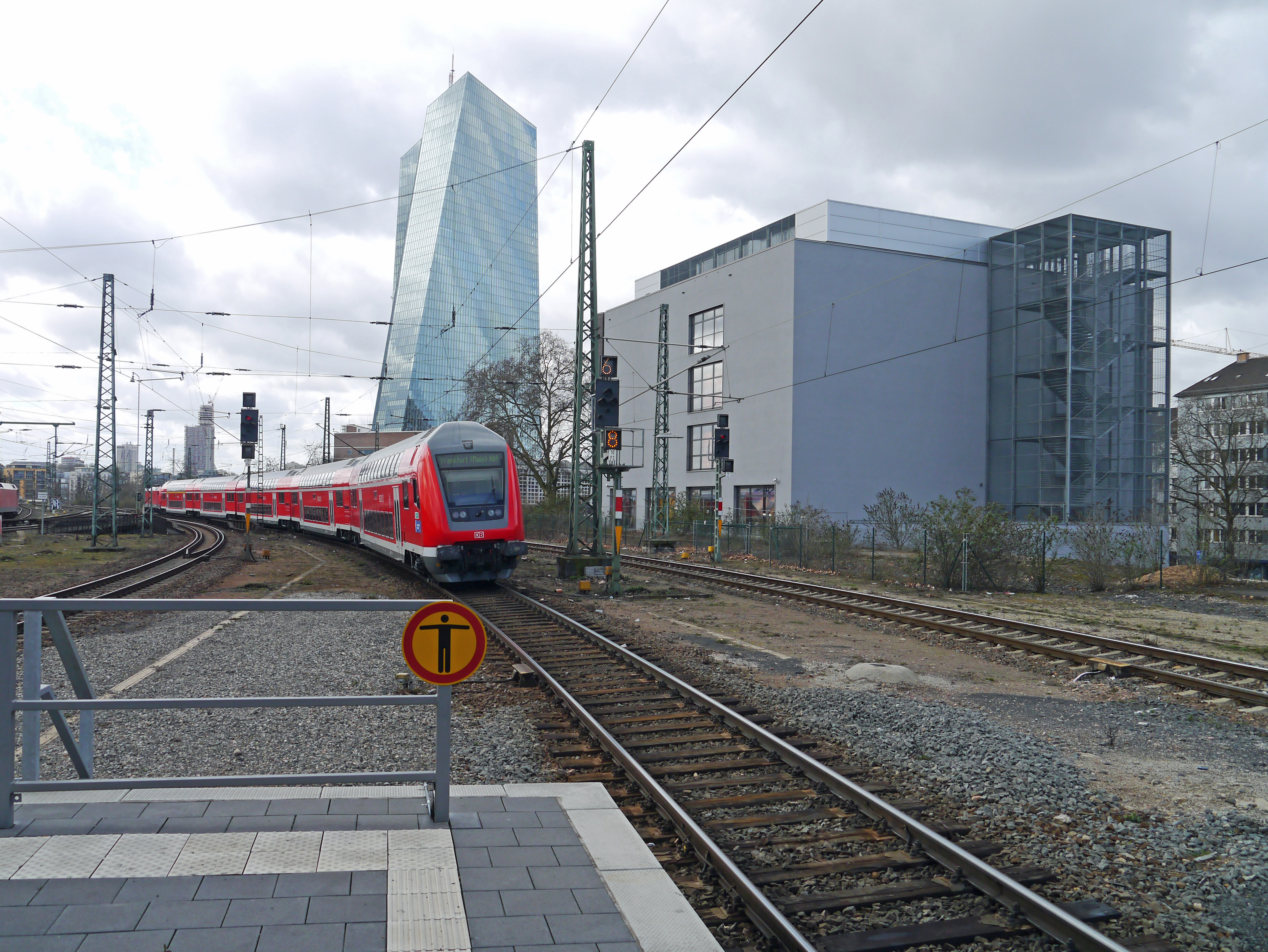
Neuer Bahnsteig (2016) – im Hintergrund die Europäische Zentralbank

### Personenverkehr
Die Bedeutung des Bahnhofs für den Personenverkehr hat stark abgenommen. Heute verkehren hier Regionalbahnen nach Hanau, Aschaffenburg und Laufach sowie einzelne Regional-Express-Züge nach Würzburg und Bamberg. In der Gegenrichtung verkehren die Züge zum Südbahnhof bzw. Hauptbahnhof sowie über den Frankfurter Flughafen nach Rüsselsheim Opelwerk. Außerdem hält an Wochentagen ein Zugpaar der VIAS GmbH nach bzw. aus Groß-Umstadt Wiebelsbach in Frankfurt Ost.
Im Jahr 2004 wurde der Bahnhof auch von der MainLinie, die Hanau mit dem Frankfurter Flughafen und dem Opelwerk in Rüsselsheim am Main verband, angefahren. Seit dem Fahrplanwechsel 2019/2020 wird die Verbindung durch die Linie RB 58, betrieben von der Hessischen Landesbahn, wieder bedient.
Bis Anfang der 1990er Jahre war der Ostbahnhof ein wichtiger Bahnhof für die US-amerikanischen Streitkräfte. Ihre Militärzüge fuhren von hier aus insbesondere nach Berlin und waren, wenn nicht gebraucht, hier im Gleisvorfeld abgestellt.
| Linie                    | Verlauf | Takt                                 | Betreiber       |
| ------------------------ | --- | ------------------------------------ | --------------- |
| RE 54                    | Main-Spessart-Express: Frankfurt (Main) Hbf – Frankfurt (Main) Süd – Frankfurt Ost – Frankfurt-Mainkur – Maintal West – Maintal Ost – Hanau-Wilhelmsbad – Hanau West – Hanau Hbf – Kahl (Main) – Dettingen (Main) – Kleinostheim – Aschaffenburg Hbf – Heigenbrücken – Wiesthal – Partenstein – Lohr Bf – Langenprozelten – Gemünden (Main) – Karlstadt (Main) – Retzbach-Zellingen – Würzburg Hbf – Schweinfurt Hbf – Haßfurt – Bamberg Stand: Fahrplanwechsel Dezember 2021 | 120 min (mit Lücken zur HVZ)         | DB Regio Bayern |
| RB 58                    | Rüsselsheim Opelwerk – Rüsselsheim – Frankfurt am Main Flughafen Fernbf / (Frankfurt (Main) Hbf –) (nur HVZ) Frankfurt (Main) Süd – Frankfurt Ost – Frankfurt-Mainkur – Maintal West – Maintal Ost – Hanau-Wilhelmsbad – Hanau West – Hanau Hbf – Großauheim (Kr Hanau) – Großkrotzenburg – Kahl (Main) – Dettingen (Main) – Rückersbacher Schlucht – Kleinostheim – Aschaffenburg Hbf – Hösbach – Laufach Stand: Fahrplanwechsel Dezember 2021                               | 60 min 30 min (FF Süd–Hanau zur HVZ) | HLB Hessenbahn  |
| RE 59                    | Frankfurt (Main) Flughafen Regionalbf – Frankfurt (Main) Süd – Frankfurt Ost – Maintal Ost – Hanau Hbf (– Kahl (Main) – Aschaffenburg Hbf) (einzelne Züge) Stand: Fahrplanwechsel Dezember 2021 | 120 min (wochentags)                 | HLB Hessenbahn  |
| RE 85                    | Odenwaldbahn: Frankfurt (Main) Hbf – Frankfurt (Main) Süd – Frankfurt (Main) Ost – Maintal Ost → Hanau West → Hanau Hbf – Hainburg-Hainstadt – Seligenstadt (Hess) – Babenhausen (Hess) – Groß-Umstadt Mitte – Groß-Umstadt Wiebelsbach – Höchst (Odenw) – Bad König – Michelstadt – Erbach (Odenw) Stand: Fahrplanwechsel Juni 2022 | ein Zugpaar                          | VIAS            |
| Stand: 15. Dezember 2024 | |                                      |                 |

### Zukunft
In den kommenden Jahren soll parallel zur nordmainischen Strecke nach Hanau eine neue Strecke für die S-Bahn Rhein-Main gebaut werden. Dafür soll ein unterirdischer Bahnhof entstehen.

### Güterverkehr

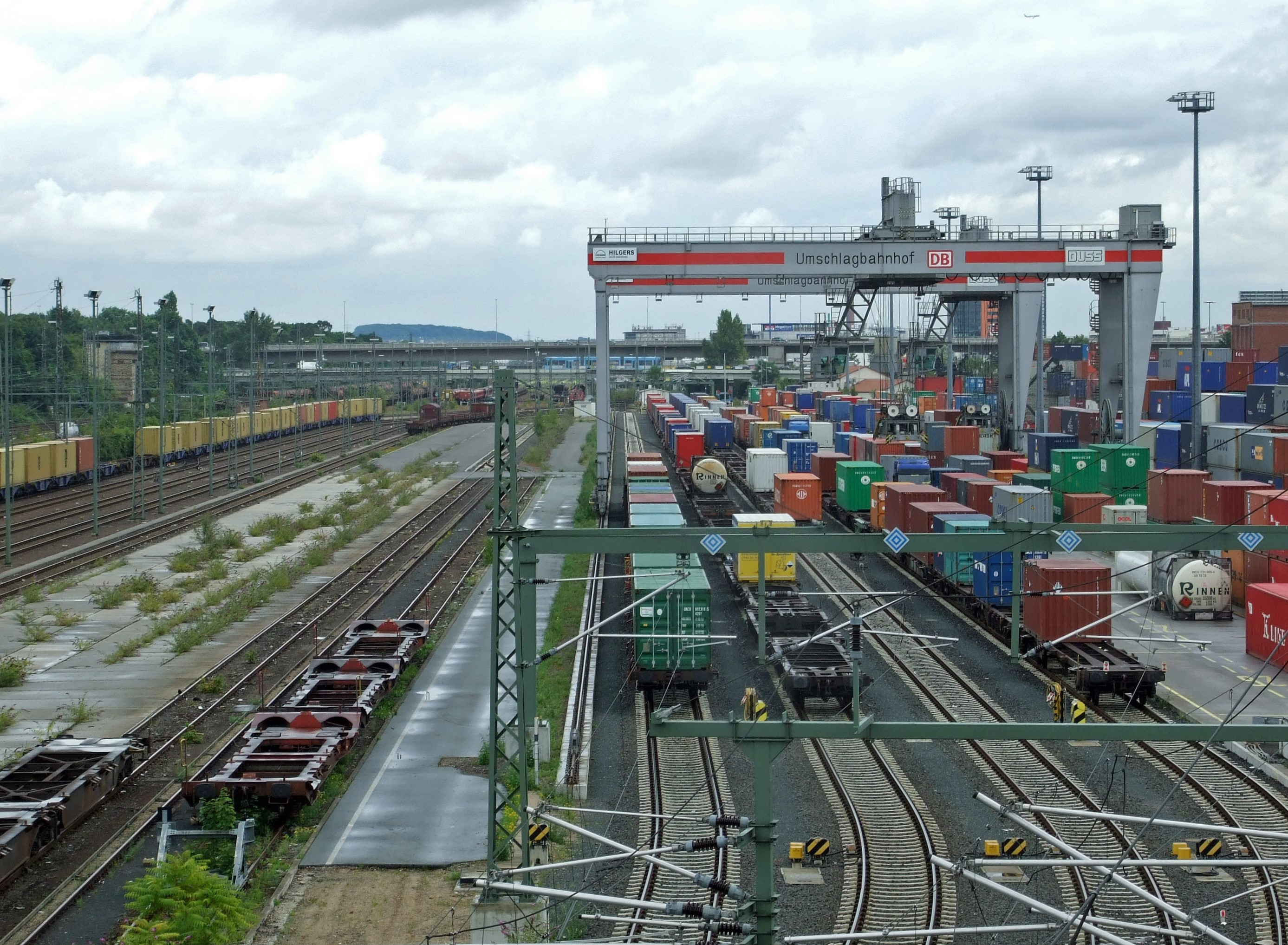
DUSS-Containerterminal Frankfurt (Main) Ost

Die damalige Railion Deutschland (heute DB Cargo) hat nach Stilllegung des Hauptgüterbahnhofs und des dortigen Bahnbetriebswerkes Frankfurt Main 2 die Güterverkehrsaktivitäten in den Ostbahnhof verlegt und dort einen Personalstützpunkt eingerichtet.
Der Güterbahnhof wurde seit etwa 2003 zum Container-Umschlagplatz ausgebaut. Hierzu wurden große Bereiche östlich des Ostbahnhofs bis Kaiserlei-Brücke (Bereich des ehemaligen Bahnbetriebswerkes Frankfurt Main Ost) zu Abstellflächen für Container und Transportfahrzeuge, sowie zu An- und Abfahrtswegen zur Straße umgebaut.
Seit 2004 befindet sich ein ganzzugfähiges Umschlagterminal der Deutschen Umschlaggesellschaft Schiene-Straße (DUSS) auf dem Gelände des Bahnhofs Frankfurt (Main) Ost. Der Umschlag der Container von Lastkraftwagen auf zusammenzustellende Züge im Containerterminal und umgekehrt erfolgt mit zwei Portalkränen. Die Portalkräne können auf einer Länge von 660 Metern auf jeweils vier Gleisen Container umschlagen. Im Monat werden durch die Portalkräne durchschnittlich 70.000 Container umgeschlagen (etwas mehr als 2300 Container am Tag).
Vom Ostbahnhof aus werden überwiegend Ganzgüterzüge für die Automobil- und Montanindustrie gefahren, ebenfalls Containerzüge in die Seehäfen Hamburg und Bremerhaven.

## Anbindung
Bis 1993 wurde der Ostbahnhof durch die Straßenbahnlinie 11 direkt erschlossen. Diese wurde anschließend wegen der Umgestaltung des Danziger Platzes in die benachbarte Hanauer Landstraße verlegt, ursprünglich in der Absicht, sie nach Abschluss der Bauarbeiten in veränderter Form auf den Bahnhofsvorplatz zurückzuverlegen.
Aus Kostengründen und da die derzeitige Haltestelle näher am Sitz der Europäischen Zentralbank auf dem Gelände der ehemaligen Großmarkthalle liegt, beschloss die Stadtverordnetenversammlung 2002, die Straßenbahn dauerhaft in der gegenwärtigen Lage zu belassen.
| Linie | Verlauf | Takt                                      |
| ----- | --- | ----------------------------------------- |
| 11    | Höchst Zuckschwerdtstraße – Nied Kirche – Griesheim – Gallus – Galluswarte – Hauptbahnhof – Willy-Brandt-Platz – Altstadt – Ostendstraße – Ostbahnhof – Mainkur Bahnhof – Fechenheim Schießhüttenstraße | 10 min 7/8 min (wochentags an Schultagen) |

## U-Bahnhof

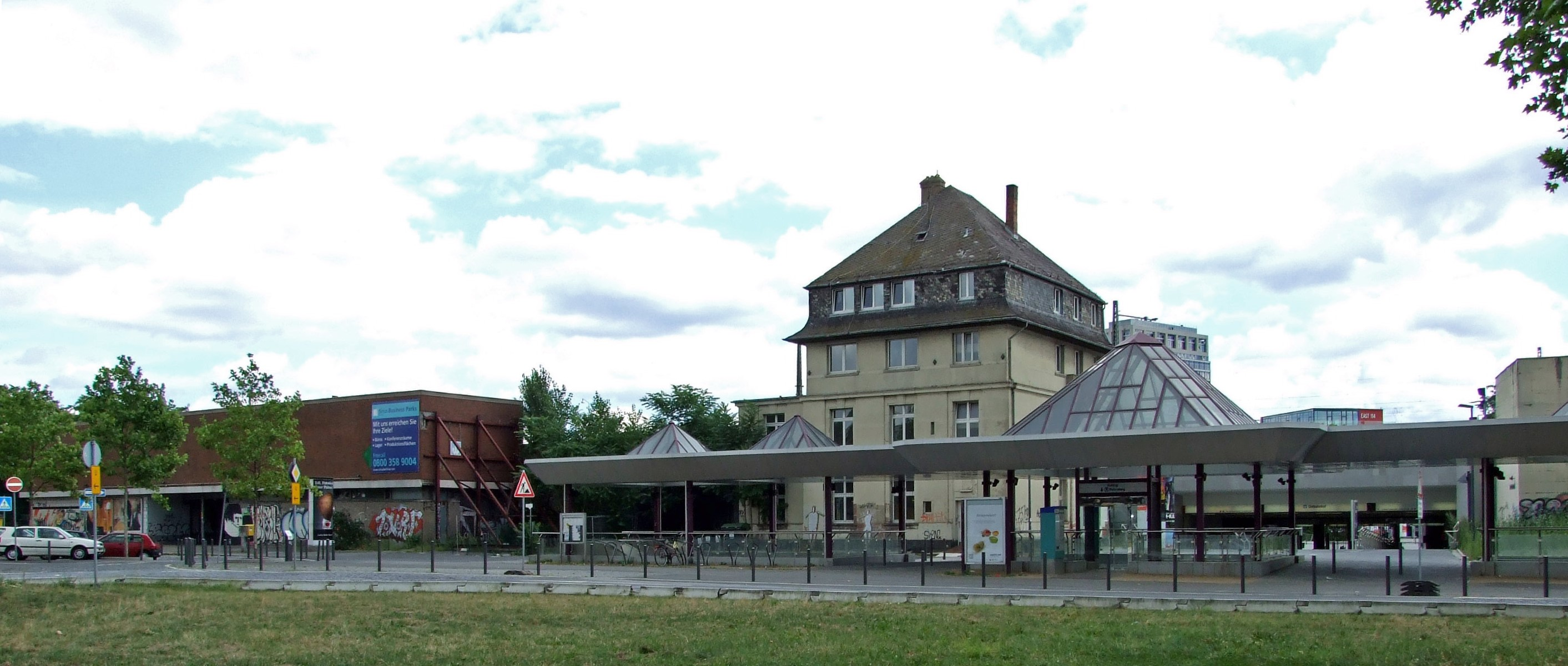
U-Bahn neben dem Bahnhof

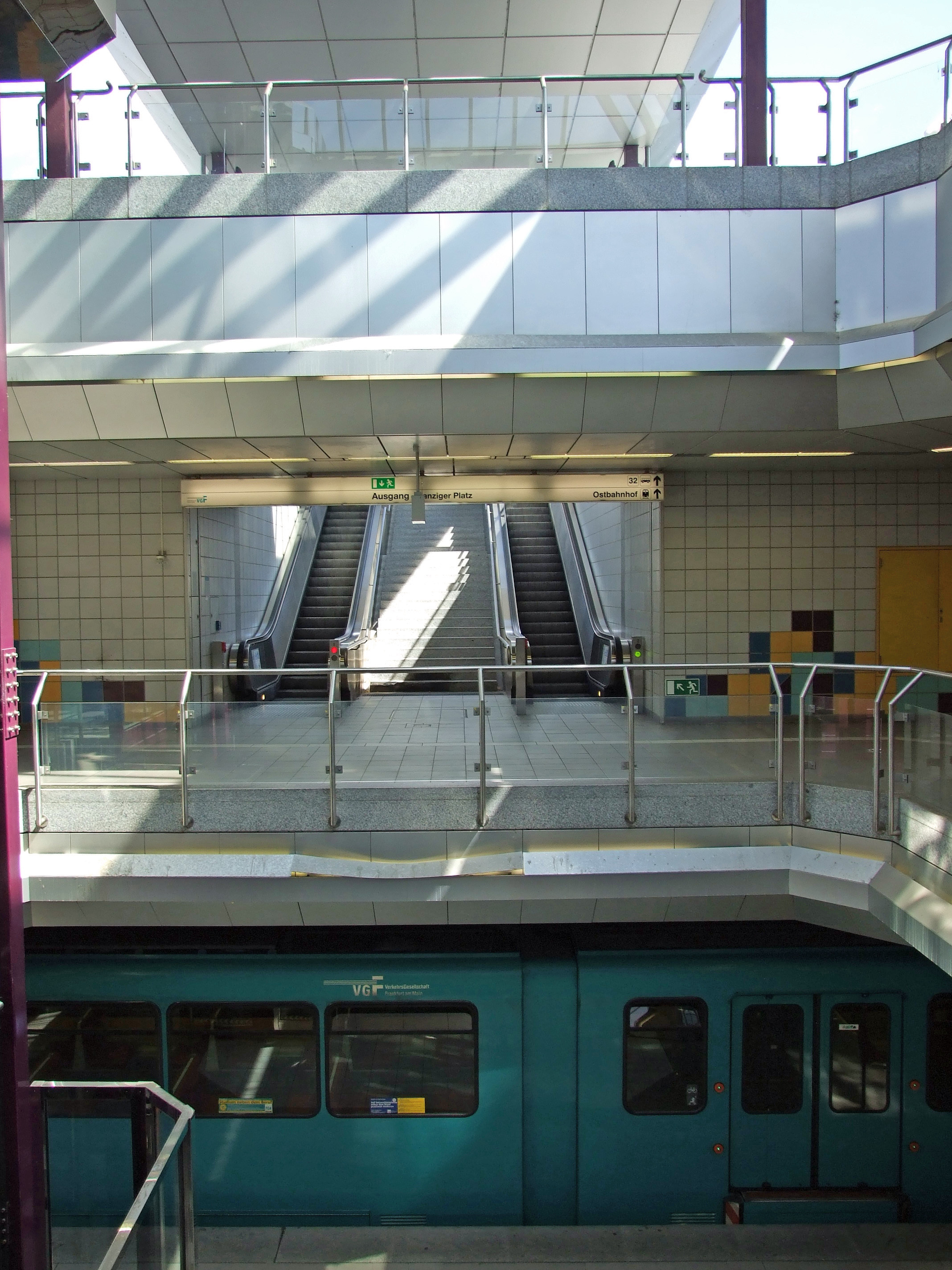
Überdachter, offener Schacht über drei Ebenen

Am 29. Mai 1999 wurde der U-Bahnhof Ostbahnhof der Linie U6 in Betrieb genommen. Hierzu entstand eine kurze Zweigstrecke, die am U-Bahnhof Zoo von der durch das Ostend führenden C-Strecke (U7) abzweigt, den Zoo unterfährt und schließlich in den neuen Bahnhof unter dem Ostbahnhof mündet.
Der U-Bahnhof liegt zum Teil unter dem Danziger Platz, zum Teil unter dem Gleisfeld des Ostbahnhofs, südlich des Empfangsgebäudes. Die Achse des U-Bahnhofs verläuft quer zu der der Eisenbahn. Das eröffnete langfristig die Option, den Bahndamm zu unterqueren und östlich der Eisenbahnstrecke in die Hanauer Landstraße zu münden.
Hier wurde erstmals in Frankfurt ein U-Bahnhof mit Tageslichteinfall über eine Glaspyramide errichtet. Das Gestaltungskonzept des Bahnhofs stammt von Willy Orth. Auf der Bahnsteigebene dominiert die Farbe Grau, ergänzt durch Schwarz-Weiß-Fotografien an den Wänden, die die Geschichte der Mainbrücken veranschaulichen. In der Zwischenebene wird durch farbige Wandfliesen die Frankfurter Skyline angedeutet.
Der Bahnsteig wurde zunächst nicht auf die bei der Frankfurter U-Bahn üblichen 105 Meter ausgebaut. Wegen der lange unklaren Anlage des geplanten unterirdischen S-Bahnhofs konnte der U-Bahnhof anfangs nur auf einer Länge von 75 Meter fertig gestellt werden, weshalb die Züge mangels Durchrutschweg mit 10 km/h in den Bahnhof einfahren mussten.
Erst am 26. Juni 2007 konnte der Bahnsteig auf 105 Meter verlängert werden. Dieser Teil wurde als Betonkasten bei laufendem Bahnbetrieb unter die Gleise der DB geschoben (Vorpressbauweise). Hinter dem Bahnhof befindet sich keine Wendeanlage. Mit dem Ausbau der Station wurde auch eine neue Fußgängerverbindung zwischen Danziger Platz und Hanauer Landstraße geschaffen. Am Ostausgang besteht nun eine bessere Umsteigemöglichkeit zur Straßenbahnlinie 11, für die eine neue Haltestelle eingerichtet wurde, die den Namen „Ostbahnhof/Honsellstraße“ trägt.
| Linie | Verlauf | Takt                 |
| ----- | --- | -------------------- |
| S6    | Hausen – Große Nelkenstraße – Industriehof – Kirchplatz – Leipziger Straße – Bockenheimer Warte – Westend – Alte Oper – Hauptwache – Konstablerwache – Zoo – Ostbahnhof | 10 min 7/8 min (HVZ) |